# To the Talbot Boys
To the Tabot Boys är ett minnesmärke över soldater från sydsidan i amerikanska inbördeskriget, som står utanför domstolsbyggnaden i Easton i Talbot County nära Baltimore i Maryland i USA. Statyn avbildar en vit sydstatssoldat och fanbärare, som håller en sydstatsflagga vid vänster axel. 
Maryland var en gränsstat under inbördeskriget i USA. Från Talbot County kom soldater på båda sidor i konflikten, majoriteten av dem till nordsidan. The Talbot Boys var en militär enhet, som slogs på sydsidan.
To the Talbot Boys är ett minnesmärke över 84 lokalt rekryterade soldater på sydstatssidan. Det uppfördes 1916 på initiativ av en avdelning av United Confederate Veterans. Framför domstolsbyggnaden finns också ett monument över veteraner från Vietnamkriget. År 2011 sattes där också upp en bronsstaty över den tidigare slaven, politikern och medborgarrättsaktivisten Frederick Douglass (1818–1895). 
Monumentet har Inskriptionen "To the Talbot boys 1861–1865 C.S.A" samt namnen på de 84 veteranerna ingraverade på sockeln.
Talbot-föreningen inom National Association for the Advancement of Colored People begärde 2015 att skulpturen skulle tas bort, vilket ledde till att en rörelse med namnet "Save the Talbot boys" bildades för att behålla statyn. Talbot County Council röstade då för att behålla den på plats. National Association for the Advancement of Colored People har drivit att statyn ska ersättas av en skulptur med ett monument över inbördeskriget, som hedrar krigsveteraner från båda sidorna i inbördeskriget. 